# Mocoro / 17 Rosado
Mossoró / Dix-Sept Rosado är en flygplats i Brasilien.   Den ligger i kommunen Mossoró och delstaten Rio Grande do Norte, i den östra delen av landet, 1 600 km nordost om huvudstaden Brasília. Mossoró/Dix-Sept Rosado flygplats ligger 23 meter över havet.
Terrängen runt Mocoro / 17 Rosado är platt. Runt Mocoro / 17 Rosado är det ganska tätbefolkat, med 104 invånare per kvadratkilometer.. Närmaste större samhälle är Mossoró, 2,7 km nordost om Mocoro / 17 Rosado.
Omgivningarna runt Mocoro / 17 Rosado är huvudsakligen savann.